# Peter Tidemand Malling
Peter Tidemand Malling (* 20. November 1807, in Strømsø (heute Teil von Drammen); † 19. April 1878 in Kristiania) war ein norwegischer Buchdrucker, Verleger, Buchhändler und Herausgeber von Zeitungen.

## Leben
Seine Eltern waren Michael Malling (1776–1834) und Maren Elisabeth Klein (1777–1856). In erster Ehe heiratete er am 22. März 1836 Ingeborg Theodora Iversen (1811–8. Januar 1838), Tochter des Lensmannes Peder Iversen (1769–1844) und dessen Frau Marthe Johannesdatter Bye (1779–ca. 1848). Mit ihr hatte er die Tochter Elisabeth Sofie Malling, die einen Fabrikanten heiratete. In zweiter Ehe heiratete er am 17. August 1843 Elisabeth Marie Moe (18. Dezember 1807–24. Februar 1854), Tochter des Stiftsamtmannsschreibers Hans Moe (1767–1814) und seiner Frau Susanna Malling (1781–1856). In dritter Ehe heiratete er am 23. Dezember 1856 Betsy Wilhelmine Andrea Marie Cappelen (18. August 1828 bis 12. Dezember 1903), Tochter des Sorenskrivers Johan Henrik Cappelen (1795–1850) und dessen Frau Hanna Sophie Manthey (1805–1881). Mit ihr hatte er sieben Kinder.
Nach seinem Schulbesuch in Strømsø ging Malling in Drammen auf die Lateinschule. Er war aber stärker an der typografischen Kunst als an den alten Klassikern und ging bei Drammens erstem Buchdrucker Carl F. Rode in die Lehre. 1827 beendete er diese Ausbildung. Danach reiste er nach Amsterdam, wo die Familie der Mutter lebte. Dort fand er Arbeit als Schriftsetzer in einer großen Druckerei. 1829 wurde er in Hans T. Winters Druckerei und Lithografischen Anstalt in Christiania. technischer Abteilungsleiter und gründete einen eigenen Verlag für praktische Handbücher, Kochbücher, medizinische Ratgeber und ähnlicher nützlicher Literatur. 1835–1838 war er technischer Leiter in der neuen „Guldberg und Dzwonkowskis Druckerei“. 1837 ermöglichte ihm eine Erbschaft, seine Tätigkeit auszudehnen. Bei der Druckerei Winter hatte er die Leitung für den Druck des illustrierten Norsk Penning Magazin und bei der „Guldberg und Dzwonkowskis Druckerei“ des illustrierten Skilling-Magazins innegehabt.
Ab 1838 machte er sich selbständig. 1839 begann er mit der Herausgabe des Dagbladet, einer Zeitung für Handel, Schifffahrt und Politik, die aber bald wieder eingestellt wurde. 1840 kaufte er Ludvig Risums Druckerei und zog mit dieser nach Tønsberg. Dort gab er bis 1841 die Zeitung Tønsbergs Mercur heraus. Seinen Verlag in Christiania betrieb er in dieser Zeit weiter. Dann zog er nach Christiania zurück, kaufte ein großes Grundstück für seinen Verlag und erwarb das Bürgerrecht als Buchdrucker. Daneben hatte er einen Buchhandel; es war der erste Sortimentsbuchhandel Norwegens. Sein Verlag war lange Zeit mit 15 bis 20 Büchern jährlich der größte im Lande. Er verlegte Schulbücher für höhere Schulen und für die Universität von 1846 bis 1859 den Norske almanakk und zusammen mit Cappelen auch von 1866 bis 1876. Die Auflage lag bei 60.000. Viele der Professoren zählten zu seinen wissenschaftlichen Autoren, so der Historiker Peter Andreas Munch und der Philologe Carl Richard Unger. Auch die norwegische Grammatik von Ivar Aasen und das norwegische Wörterbuch gehörten in sein Repertoire. Auch setzte er sich für Frauenliteratur ein. Bereits 1820 hatte er die Bekanntschaft mit Henrik Wergeland gemacht und viele seiner Werke herausgegeben. Zeitweise leitete Malling auch die Notendruckerei der Norwegischen Bank.
Malling gründete 1851 die Norwegische Buchhändlervereinigung, war erst Vizepräsident, dann von 1870 bis zu seinem Tod Präsident. Er setzte sich auch stark für die nordische Zusammenarbeit auf seinem Fachgebiet ein. Er war auch lange Mitglied des Magistrats in Christiania. Er hatte bei den Freimaurern einen hohen Grad inne und verkaufte oder stiftete vieles der Loge. Er war auch Leiter der „Alten Armenhauses“ in Christiania. 1873 war auch sein Sohn, Kapitän Theodor malling, in der Firma tätig. Zwei Jahre später wurde die Druckerei in eine Gesellschaft mit Aschehoug & Co eingebracht, behielt aber den Namen „Det Mallingske Bogtrykkeri“.